# تیم ملی فوتبال زیر ۲۱ سال شوروی
تیم ملی فوتبال زیر ۲۱ سال شوروی (انگلیسی: Soviet Union national under-21 football team) یا تیم ملی فوتبال جوانان شوروی، نماینده کشور شوروی در مسابقات فوتبال جوانان اروپا و جهان بود که زیر نظر فدراسیون فوتبال شوروی فعالیت می‌کرد.
از افتخارات این تیم میتوان به کسب مقام قهرمانی مسابقات زیر ۲۱ سال اروپا در سال‌های ۱۹۸۰ و ۱۹۹۰ اشاره کرد.